# خليل بشير
خليل بشير ناشط فلسطيني عاش في مدينة دير البلح في قطاع غزة بفلسطين جذب اهتمام وسائل الإعلام في أوائل العقد الأول من القرن الحادي والعشرين، عندما احتل الجنود الإسرائيليون منزله في دير البلح وسيطروا على تحركات عائلته. توفي خليل بشير عام 2009.

## احتلال منزله
كان منزل خليل بشير المكون من ثلاثة طوابق يقع على أرض مملوكة لعائلته منذ 300 عام في مسقط رأسه في مدينة دير البلح في وسط قطاع غزة. وفي أكتوبر (تشرين الأول) عام 2000 احتل جنود الجيش الإسرائيلي منزله ، واتخذوه كنقطة مراقبة بسبب قربه من مستوطنة كفار داروم. كان من يقطنون المنزل في ذلك الوقت هم بشير وزوجته وأطفالهما الثمانية ووالدته. منحت السلطات الإسرائيلية خليل بشير وعائلته فرصة لمغادرة المنزل، ولكنه رفض المغادرة، والتي قد لا يُسمح لهم بالعودة إلى المنزل بعدها مرة أخرى، ورفع دعوى قضائية لاستعادة السيطرة على منزله ولكنه خسرها في نهاية المطاف. وأعلن المسؤولون الإسرائيليون أن غرفة المعيشة في المنزل هي المنطقة أ، وهي المنطقة الوحيدة الخاضعة لسيطرة البشير، كما أعلنوا الحمام وغرف النوم والمطبخ باعتبارهم المنطقة ب، والتي لا يمكن للعائلة الذهاب إليها إلا بإذن الجنود، أما الطابقان الثاني والثالث من المنزل فكانا بمثابة المنطقة ج، والتي كانت تحت السيطرة الكاملة لقوات الاحتلال الإسرائيلي، وقيل للعائلة إنهم سيُطلقون النار عليهم إذا حاولوا الصعود إلى الطابق العلوي. ودُمرت الدفيئات الزراعية والبساتين الموجودة خارج المنزل، والتي كانت توفر للأسرة دخلاً كبيراً، وقُتل حمار الأسرة.
وفي 13 أكتوبر (تشرين الأول) عام 2000، أصيب ابن بشير البالغ من العمر 17 عاماً برصاصة أطلقها عليه الجنود الإسرائيليين بينما كان يجلب الماء لإطفاء حريق نشب في الحديقة. وفي نوفمبر(تشرين الثاني) عام 2000، توفيت والدة خليل بشير، واشتبكت الأسرة مع الجنود الإسرائيليين لكي تتمكن من إقامة طقوس الجنازة الإسلامية للوالدة الراحلة. وفي 28 أبريل (نيسان) عام 2001، أصيب خليل بشير بطلق ناري عبر نافذة غرفة نومه، مما أدى إلى إصابته بجروح في الرأس والرقبة. وفي 18 فبراير (شباط) عام 2004، أصيب ابنه يوسف البالغ من العمر 15 عاماً، برصاصة في العمود الفقري بينما كان هو ووالده يودعان موظفين موفدين من وكالة الأمم المتحدة، ونقل على إثرها إلى المستشفى في تل أبيب.
وفي أغسطس (آب) عام 2005، أعلن خليل بشير أنه سيقيم حفلاً للاحتفال بانسحاب القوات الإسرائيلية من غزة، وسيكون منزله مفتوحاً أمام الفلسطينيين والمستوطنين والجنود الإسرائيليين. وقال وقتها "لا أعتبر انسحابهم انتصارا... الرابح الوحيد هو قضية السلام". وفي الأسابيع الأخيرة من الانسحاب، كانت تحركات الأسرة محصورة في نطاق غرفة المعيشة 24 ساعة طوال أيام الأسبوع. وفي سبتمبر (أيلول) عام 2005، اكتمل الإخلاء الإسرائيلي من قطاع غزة، واستعادت عائلة خليل بشير السيطرة على منزلها. وفي نهاية عام 2005، أعرب البشير ل عن رغبته في دعوة الجنود الذين احتلوا منزله إلى منزله كضيوف مناسبين للعائلة.